# Markt 1 (Plau am See)
Das Wohnhaus Markt 1 in Plau am See (Mecklenburg-Vorpommern) gegenüber dem Rathaus wurde im 18. Jahrhundert gebaut. 
Das Gebäude steht unter Denkmalschutz.

## Geschichte
Plau am See ist im 13. Jahrhundert entstanden und wurde 1235 erstmals als Stadt erwähnt.
Das zweigeschossige Eckgebäude wurde nach dem Stadtbrand von 1756 auf den Grundmauern des Vorgängerbaus in Fachwerkbauweise errichtet. Im 19. Jahrhundert erhielt der Bau eine klassizistische Blendfassade. Das Haus wurde 2018/19 im Rahmen der Städtebauförderung saniert.